# Front culturel alsacien
Le Front culturel alsacien (en alsacien: Elsassischi Frunt), parti régionaliste alsacien, a été créé en septembre 1974 à Strasbourg. Il comptait parmi ses premiers militants l'écrivain André Weckmann et la future conseillère régionale des Verts Andrée Buchmann. 
Le Front participe aux élections municipales de 1977, et publie le magazine D'Budderfladà (la tartine beurrée) de 1975 à 1980.
Le FCA a été remplacé en 1980 par Unsri Gerachtigkeit, « mouvement pour l'autogestion culturelle alsacienne », dont la « plate-forme des revendications alsaciennes de Sélestat » (1981) a été adoptée par le Cercle René Schickele, la CFDT, le SGEN-CFDT, la CGT, le PS et le PCF, et adoptée à l'unanimité sous forme de motion par les conseils généraux du Bas-Rhin et du Haut-Rhin en 1982,.